# Капланы (Молдова)
Капланы, Кэплань (рум. Căplani) — село в Штефан-Водском районе Молдавии. Относится к сёлам, не образующим коммуну.

## География
Село расположено на высоте 66 метров над уровнем моря. Протекает река Каплань.

## Население
По данным переписи населения 2004 года, в селе Кэплань проживает 3631 человек (1819 мужчин, 1812 женщин).
Этнический состав села:
| Национальность | Число жителей | Процентный состав |
| -------------- | ------------- | ----------------- |
| молдаване      | 3589          | 98,84             |
| украинцы       | 20            | 0,55              |
| русские        | 15            | 0,41              |
| болгары        | 4             | 0,11              |
| прочие         | 3             | 0,08              |
| Всего          | 3631          | 100 %             |